# بیل وایمن
بیل وایمن (انگلیسی: Bill Wyman؛ زادهٔ ۲۴ اکتبر ۱۹۳۶) موسیقی‌دان، ترانه‌سرا، تهیه‌کننده فیلم، تهیه ‎کننده موسیقی ، عکاس، مخترع اهل بریتانیا است.
از فیلم‌ها یا برنامه‌های تلویزیونی که وی در آن نقش داشته‌است می‌توان به سیرک راک اند رول رولینگ استونز، کاک‌ساکر بلوز، یک به‌علاوه یک، و پناهم بده اشاره کرد.